# 太平街 (西城区)
39°52′41″N 116°23′15″E / 39.8780276°N 116.3873724°E
太平街是位于北京市西城区东南部的一条道路。

## 简介
太平街北起北纬路，南到南二环陶然桥，因太平桥而得名。太平街是1952年在兴建陶然亭公园的同时新建的一条大街。太平街北段中华民国时原来有土路称为“太平街”，西侧称为“太平桥”；由于地处先农坛西坛墙外，所以街中段称为“先农坛后身”；街南段称为“黑龙潭”。1952年加宽土路时，将各段合并为一条较宽的街，定名为“太平街”。
清朝时，此地低洼、多湖水。河故道设有太平桥，街因桥而命名。《燕都丛考》记载：“黑龙潭，康熙中为讌游之地。”清朝学者张大受等人都曾游黑龙潭。《顺天时报丛谈》记载：“黑龙潭在先农坛西，原为旧时祈雨之所。潭边有龙王亭，极形清寂，现已蔓草荒烟，斜阳流水，潭之云何，只一片蒹葭耳。”现在，黑龙潭旧址已成为陶然亭公园东门周边地区。
《北京地名志》记载：“在潭的西北丘上还有哪吒庙，这是因为黑龙作祟，建庙以镇之。”如今，哪吒庙早已拆除。